# Non è una favola. Liberamente ispirato ai racconti di Charles Perrault
Non è una favola è un album in studio del cantautore italiano Luca Bonaffini, pubblicato il 6 maggio 2022 dall'etichetta discografica Long Digital Playing.

## Descrizione
L'album è ispirato ai racconti di Charles Perrault I racconti di Mamma Oca, pubblicato nel 1687. Bonaffini ha elaborato e attualizzato le favole tradizionali (Cappuccetto Rosso, Cenerentola, La bella addormentata nel bosco...) trasformandole in storie del terzo millennio. Tratta di tematiche sociali, dalla violenza sui minori all'impotenza. 

## Tracce
1. Il giardino dei fiori mai cresciuti - 3.45
2. Berrettino Rosso - 4.04
3. Al lupo!Al lupo! - 2.58
4. Cenere d'Oriente - 4.25
5. Gatto per caso - 4.16
6. L'uomo con la barba tinta di blu - 3.32
7. Pollice verso - 5.33
8. Bella addormentata nel metrò - 4.00
9. Il Principe stanco - 3.50
10. Piccole fate - 3.59
11. Perrault - 3.45
12. Guarda il mondo coi miei occhi - 4.03